# Fußballsportverein Frankfurt 1899 1977-1978
Questa voce raccoglie le informazioni riguardanti il Fußballsportverein Frankfurt 1899 nelle competizioni ufficiali della stagione 1977-1978.

## Stagione
Nella stagione 1977-1978 il FSV Francoforte, allenato da Milovan Beljin, concluse il campionato di 2. Bundesliga al 15º posto. In Coppa di Germania il FSV Francoforte fu eliminato al terzo turno dal Colonia.

## Rosa
| N. |                     | Ruolo | Calciatore        |
| -- | ------------------- | ----- | ----------------- |
|    | Germania (bandiera) | P     | Jürgen Grün       |
|    | Germania (bandiera) | P     | Karlheinz Volz    |
|    | Germania (bandiera) | D     | Roland Höfling    |
|    | Germania (bandiera) | D     | Hubert Klein      |
|    | Germania (bandiera) | D     | Peter Koch        |
|    | Germania (bandiera) | D     | Peter Rübenach    |
|    | Germania (bandiera) | D     | Bernd Schmidt     |
|    | Germania (bandiera) | D     | Gerd Schneider    |
|    | Germania (bandiera) | D     | Klaus-Peter Stahl |
|    | Austria (bandiera)  | C     | Paul Bajlitz      |
|    | Germania (bandiera) | C     | Richard Engel     |

| N. |                     | Ruolo | Calciatore          |
| -- | ------------------- | ----- | ------------------- |
|    | Germania (bandiera) | C     | Erwin Höfer         |
|    | Germania (bandiera) | C     | Oliver Posniak      |
|    | Germania (bandiera) | C     | Horst Trimhold      |
|    | Germania (bandiera) | C     | Karl Walter         |
|    | Germania (bandiera) | C     | Heinz-Rudolf Weiler |
|    | Ungheria (bandiera) | C     | Gabor Zele          |
|    | Germania (bandiera) | A     | Werner Hofmann      |
|    | Germania (bandiera) | A     | Werner Killmaier    |
|    | Germania (bandiera) | A     | Oswald König        |
|    | Germania (bandiera) | A     | Thomas Reitz        |

## Organigramma societario
Area tecnica
- Allenatore: Milovan Beljin
- Allenatore in seconda:
- Preparatore dei portieri:
- Preparatori atletici:

## Calciomercato

### Sessione estiva
| Acquisti | Acquisti         | Acquisti                 | Acquisti |
| R.       | Nome             | da                       | Modalità |
| -------- | ---------------- | ------------------------ | -------- |
| A        | Werner Killmaier | Augusta                  |          |
| C        | Oliver Posniak   | Germania Niederrodenbach |          |
| D        | Gerd Schneider   | Jahn Ratisbona           |          |

| Cessioni | Cessioni | Cessioni | Cessioni |
| R.       | Nome     | a        | Modalità |
| -------- | -------- | -------- | -------- |

### Sessione invernale
| Acquisti | Acquisti | Acquisti | Acquisti |
| R.       | Nome     | da       | Modalità |
| -------- | -------- | -------- | -------- |

| Cessioni | Cessioni | Cessioni | Cessioni |
| R.       | Nome     | a        | Modalità |
| -------- | -------- | -------- | -------- |

## Risultati

### 2. Bundesliga

#### Girone di andata
| Arbitro: | Dahler |

|                                           |           |                       |
| Zedler 5’ Hofeditz 45’, 51’ Deterding 81’ | Marcatori | 18’ Posniak 40’ Klein |

| Arbitro: | Wilhelmi |

|            |           |             |
| Hofmann 2’ | Marcatori | 51’ Starzak |

| Arbitro: | Correll |

|                             |           |  |
| Sebert 40’ (rig.) Bauer 56’ | Marcatori |  |

| Arbitro: | Schumann |

|               |           |            |
| Killmaier 38’ | Marcatori | 90’ Pausch |

| Arbitro: | Biwersi |

|                                 |           |                           |
| Struth 25’, 37’, 65’ Krauth 80’ | Marcatori | 61’ Hofmann 61’, 86’ Zele |

| Arbitro: | Föckler |

|          |           |                         |
| Zele 56’ | Marcatori | 85’ Kielwein 88’ Herold |

| Offenbach am Main 10 settembre 1977 7ª giornata | Kickers Offenbach | 0 – 0 referto | FSV Francoforte | Stadion am Bieberer Berg (7 000 spett.)\| Arbitro: \| Nickel \| |
| Arbitro:                                        | Nickel            |               |                 |                                                                 |

| Arbitro: | Kinzinger |

|                        |           |            |
| Klein 14’ Trimhold 76’ | Marcatori | 55’ Blümig |

| Arbitro: | Kalenborn |

|                                      |           |  |
| Zele 3’ Klein 12’ Schneider 42’, 77’ | Marcatori |  |

| Arbitro: | Möckel |

|                                           |           |             |
| Hoffmann 70’, 90’ Allgöwer 75’ Müller 77’ | Marcatori | 14’ Posniak |

| Arbitro: | Schumann |

|                         |           |                             |
| Zele 15’, 70’ Klein 82’ | Marcatori | 27’ (rig.) Histing 39’ Fink |

| Arbitro: | Clajus |

|                                 |           |  |
| Breuer 47’ Brand 53’ Hansen 56’ | Marcatori |  |

| Arbitro: | Dölfel |

|                                          |           |                                   |
| Posniak 62’ Dehoff 74’ (aut.) Weiler 77’ | Marcatori | 5’ Jordan 15’ Nathmann 85’ Martin |

| Arbitro: | Filla |

|                                             |           |  |
| Geyer 47’ Jensen 51’ Heubeck 62’ Lambie 68’ | Marcatori |  |

| Arbitro: | Fleischer |

|               |           |  |
| Killmaier 62’ | Marcatori |  |

| Arbitro: | Vielsack |

|               |           |             |
| Scheifler 75’ | Marcatori | 53’ Posniak |

| Arbitro: | Nützel |

|                                         |           |  |
| Hofmann 23’, 88’ Killmaier 62’ Zele 86’ | Marcatori |  |

| Arbitro: | Binninger |

|                                                            |           |  |
| Beichle 28’ Stahl 32’, 82’ Walter 35’ (aut.) Bernecker 63’ | Marcatori |  |

| Arbitro: | Glaw |

|                         |           |                    |
| Weiler 7’ Schneider 48’ | Marcatori | 15’ Ney 59’ Diener |

#### Girone di ritorno
| Arbitro: | Frickel |

|                       |           |          |
| Trimhold 23’ Koch 81’ | Marcatori | 14’ Ganz |

| Arbitro: | Tritschler |

|          |           |               |
| Klag 79’ | Marcatori | 50’ Killmaier |

| Arbitro: | Treib |

|  |           |               |
|  | Marcatori | 80’ Kovačević |

| Arbitro: | Wilhelmi |

|                     |           |             |
| Weyerich 90’ (rig.) | Marcatori | 31’ Posniak |

| Arbitro: | Dellwing |

|                     |           |            |
| Weiler 57’ Koch 78’ | Marcatori | 66’ Struth |

| Arbitro: | Regneri |

|                             |           |                          |
| Groppe 24’ (rig.) Göbel 57’ | Marcatori | 71’ Killmaier 75’ Weiler |

| Arbitro: | Aldinger |

|            |           |                   |
| Weiler 54’ | Marcatori | 66’ (rig.) Seiler |

| Arbitro: | Vielsack |

|                |           |             |
| Feulner 5’, 7’ | Marcatori | 62’ Posniak |

| Arbitro: | Nützel |

|                                       |           |  |
| Weinkauff 29’ (rig.), 70’ Scherer 31’ | Marcatori |  |

| Arbitro: | Möckel |

|                            |           |              |
| Posniak 10’, 79’ Klein 90’ | Marcatori | 38’ Allgöwer |

| Treviri 18 marzo 1978 30ª giornata | Eintracht Treviri | 0 – 0 referto | FSV Francoforte | Moselstadion (5 000 spett.)\| Arbitro: \| Glaw \| |
| Arbitro:                           | Glaw              |               |                 |                                                   |

| Arbitro: | Filla |

|                                   |           |                |
| Killmaier 30’ Klein 70’ Engel 83’ | Marcatori | 18’ Hannakampf |

| Arbitro: | Drescher |

|                       |           |  |
| Martin 74’ Bartel 85’ | Marcatori |  |

| Francoforte sul Meno 22 aprile 1978 33ª giornata | FSV Francoforte | 0 – 0 referto | Fürth | Stadion am Bornheimer Hang (2 000 spett.)\| Arbitro: \| Nickel \| |
| Arbitro:                                         | Nickel          |               |       |                                                                   |

| Arbitro: | Schmidhuber |

|                |           |              |
| Derigs 2’, 37’ | Marcatori | 11’ Trimhold |

| Arbitro: | Kuhn |

|                             |           |  |
| Schneider 3’, 61’ Klein 81’ | Marcatori |  |

| Arbitro: | Kuhn |

|                           |           |           |
| Cestonaro 30’ Drexler 57’ | Marcatori | 21’ Klein |

| Arbitro: | Vielsack |

|                               |           |  |
| Weiler 31’, 33’ Schneider 68’ | Marcatori |  |

| Arbitro: | Walther |

|                          |           |           |
| Lenz 79’ Volz 80’ (aut.) | Marcatori | 78’ Klein |

### Coppa di Germania
| Arbitro: | Herrmann |

|                          |           |                                              |
| Schatzschneider 54’, 89’ | Marcatori | 43’, 49’ Rübenach 56’ Posniak 69’, 84’ Klein |

| Arbitro: | Risse |

|  |           |                              |
|  | Marcatori | 39’ Posniak 75’, 85’ Hofmann |

| Arbitro: | Schumann |

|  |           |                                   |
|  | Marcatori | 3’ Müller 25’ Prestin 43’ Neumann |

## Statistiche

### Statistiche di squadra
| Competizione      | Punti | In casa | In casa | In casa | In casa | In casa | In casa | In trasferta | In trasferta | In trasferta | In trasferta | In trasferta | In trasferta | Totale | Totale | Totale | Totale | Totale | Totale | DR |
| Competizione      | Punti | G       | V       | N       | P       | Gf      | Gs      | G            | V            | N            | P            | Gf           | Gs           | G      | V      | N      | P      | Gf     | Gs     | DR |
| ----------------- | ----- | ------- | ------- | ------- | ------- | ------- | ------- | ------------ | ------------ | ------------ | ------------ | ------------ | ------------ | ------ | ------ | ------ | ------ | ------ | ------ | -- |
| 2. Bundesliga     | 34    | 19      | 11      | 6       | 2       | 39      | 18      | 19           | 0            | 6            | 13           | 15           | 44           | 38     | 11     | 12     | 15     | 54     | 62     | -8 |
| Coppa di Germania | -     | 1       | 0       | 0       | 1       | 0       | 3       | 2            | 2            | 0            | 0            | 8            | 2            | 3      | 2      | 0      | 1      | 8      | 5      | +3 |
| Totale            | 34    | 20      | 11      | 6       | 3       | 39      | 21      | 21           | 2            | 6            | 13           | 23           | 46           | 41     | 13     | 12     | 16     | 62     | 67     | -5 |

### Andamento in campionato
| Giornata  | 1  | 2  | 3  | 4  | 5  | 6  | 7  | 8  | 9  | 10 | 11 | 12 | 13 | 14 | 15 | 16 | 17 | 18 | 19 | 20 | 21 | 22 | 23 | 24 | 25 | 26 | 27 | 28 | 29 | 30 | 31 | 32 | 33 | 34 | 35 | 36 | 37 | 38 |
| --------- | -- | -- | -- | -- | -- | -- | -- | -- | -- | -- | -- | -- | -- | -- | -- | -- | -- | -- | -- | -- | -- | -- | -- | -- | -- | -- | -- | -- | -- | -- | -- | -- | -- | -- | -- | -- | -- | -- |
| Luogo     | T  | C  | T  | C  | T  | C  | T  | C  | C  | T  | C  | T  | C  | T  | C  | T  | C  | T  | C  | C  | T  | C  | T  | C  | T  | C  | T  | T  | C  | T  | C  | T  | C  | T  | C  | T  | C  | T  |
| Risultato | P  | N  | P  | N  | P  | P  | N  | V  | V  | P  | V  | P  | N  | P  | V  | N  | V  | P  | N  | V  | N  | P  | N  | V  | N  | N  | P  | P  | V  | N  | V  | P  | N  | P  | V  | P  | V  | P  |
| Posizione | 15 | 15 | 15 | 15 | 15 | 18 | 17 | 16 | 15 | 17 | 15 | 16 | 16 | 18 | 15 | 15 | 13 | 14 | 15 | 12 | 13 | 15 | 15 | 13 | 14 | 13 | 14 | 14 | 13 | 13 | 13 | 13 | 13 | 13 | 12 | 14 | 12 | 15 |

Legenda:

Luogo: C = Casa; T = Trasferta. Risultato: V = Vittoria; N = Pareggio; P = Sconfitta.

### Statistiche dei giocatori
| Giocatore    | 2. Bundesliga | 2. Bundesliga | 2. Bundesliga | 2. Bundesliga | Coppa di Germania | Coppa di Germania | Coppa di Germania | Coppa di Germania | Totale   | Totale | Totale      | Totale     |
| Giocatore    | Presenze      | Reti          | Ammonizioni   | Espulsioni    | Presenze          | Reti              | Ammonizioni       | Espulsioni        | Presenze | Reti   | Ammonizioni | Espulsioni |
| ------------ | ------------- | ------------- | ------------- | ------------- | ----------------- | ----------------- | ----------------- | ----------------- | -------- | ------ | ----------- | ---------- |
| P. Bajlitz   | 0             | 0             | 0             | 0             | 0                 | 0                 | 0                 | 0                 | 0        | 0      | 0           | 0          |
| R. Engel     | 36            | 1             | 2             | 0             | 3                 | 0                 | 1                 | 0                 | 39       | 1      | 3           | 0          |
| J. Grün      | 0             | 0             | 0             | 0             | 0                 | 0                 | 0                 | 0                 | 0        | 0      | 0           | 0          |
| W. Hofmann   | 23            | 4             | 3             | 0             | 3                 | 2                 | 0                 | 0                 | 26       | 6      | 3           | 0          |
| E. Höfer     | 2             | 0             | 0             | 0             | 0                 | 0                 | 0                 | 0                 | 2        | 0      | 0           | 0          |
| R. Höfling   | 20            | 0             | 2             | 1             | 3                 | 0                 | 0                 | 0                 | 23       | 0      | 2           | 1          |
| W. Killmaier | 35            | 6             | 4             | 0             | 3                 | 0                 | 0                 | 0                 | 38       | 6      | 4           | 0          |
| H. Klein     | 31            | 9             | 0             | 0             | 2                 | 2                 | 0                 | 0                 | 33       | 11     | 0           | 0          |
| P. Koch      | 24            | 2             | 3             | 1             | 0                 | 0                 | 0                 | 0                 | 24       | 2      | 3           | 1          |
| O. König     | 1             | 0             | 0             | 0             | 0                 | 0                 | 0                 | 0                 | 1        | 0      | 0           | 0          |
| O. Posniak   | 37            | 8             | 3             | 0             | 3                 | 2                 | 0                 | 0                 | 40       | 10     | 3           | 0          |
| T. Reitz     | 2             | 0             | 0             | 0             | 0                 | 0                 | 0                 | 0                 | 2        | 0      | 0           | 0          |
| P. Rübenach  | 37            | 0             | 4             | 0             | 3                 | 2                 | 1                 | 0                 | 40       | 2      | 5           | 0          |
| B. Schmidt   | 0             | 0             | 0             | 0             | 0                 | 0                 | 0                 | 0                 | 0        | 0      | 0           | 0          |
| G. Schneider | 34            | 6             | 1             | 0             | 3                 | 0                 | 0                 | 0                 | 37       | 6      | 1           | 0          |
| K. Stahl     | 27            | 0             | 1             | 0             | 3                 | 0                 | 0                 | 0                 | 30       | 0      | 1           | 0          |
| H. Trimhold  | 31            | 3             | 2             | 0             | 3                 | 0                 | 0                 | 0                 | 34       | 3      | 2           | 0          |
| K. Volz      | 38            | 0             | 2             | 0             | 3                 | 0                 | 0                 | 0                 | 41       | 0      | 2           | 0          |
| K. Walter    | 36            | 0             | 7             | 0             | 2                 | 0                 | 1                 | 0                 | 38       | 0      | 8           | 0          |
| H. Weiler    | 25            | 7             | 2             | 0             | 1                 | 0                 | 0                 | 0                 | 26       | 7      | 2           | 0          |
| G. Zele      | 31            | 7             | 6             | 1             | 3                 | 0                 | 0                 | 0                 | 34       | 7      | 6           | 1          |